# Acción Universitaria Nacional
Acción Universitaria Nacional (AUN) fue una organización española de extrema derecha creada por los servicios secretos de la dictadura franquista para combatir la «subversión» en la Universidad. Actuó entre 1968 y 1973. Tiene su antecedente en la Defensa Universitaria, activa entre 1962 y 1968, y como en su caso sus acciones violentas contra los estudiantes antifranquistas contaron con la cobertura y la complicidad de la policía franquista. De hecho la AUN mantenía numerosos contactos con el Cuerpo General de Policía, las delegaciones del Movimiento Nacional, la Guardia de Franco y la asociación Fuerza Nueva.
La creciente contestación universitaria fue considerada por el régimen franquista como una cuestión de orden público y como tal fue tratada. Hacia 1968 el almirante Carrero Blanco,  vicepresidente del gobierno (y presidente del Gobierno de facto), creó en el seno del Alto Estado Mayor un organismo secreto dirigido por el coronel José Ignacio San Martín (que años después estaría implicado en el golpe de Estado del 23-F de 1981) cuya misión era acabar con la denominada «subversión comunista», especialmente en el ámbito laboral y en el universitario, en los que la oposición antifranquista se estaba mostrando cada vez más activa. Así fue como nació la AUN, «dirigida a la captación de adeptos, elaboración de informes, infiltración en organizaciones contrarias, "reventar" las asambleas de estudiantes y boicotear cualquier tipo de manifestación de la oposición».
A diferencia de Defensa Universitaria, centrada casi exclusivamente en la acción parapolicial, la AUN la compaginó con iniciativas pseudoculturales y la propaganda anticomunista. Así fue como logró agrupar a un reducido número de estudiantes y de profesores universitarios encabezados por el catedrático Joaquín Gutiérrez Cano (futuro ministro de Planificación en el primer gobierno de Carlos Arias Navarro constituido en 1974, tras el asesinato de Carrero Blanco). Asimismo la AUN se inscribió en el registro de asociaciones del Movimiento Nacional y se relacionó estrechamente con la Hermandad Nacional Universitaria, ligada a la Hermandad Nacional de Alféreces Provisionales. Cuando el coronel San Martín pasó a dirigir el Servicio Central de Documentación, la AUN recibió financiación de este nuevo servicio secreto, además de cursillos de adoctrinamiento y de métodos de acción directa.